# Marco Brunetti
Marco Brunetti (Torino, 9 luglio 1962) è un vescovo cattolico italiano, dal 21 gennaio 2016 vescovo di Alba.

## Biografia
Nasce a Torino, città capoluogo di provincia e sede arcivescovile, il 9 luglio 1962. Primo di quattro figli, è originario di Nichelino.

### Formazione e ministero sacerdotale
Frequenta le scuole medie nel seminario minore di Giaveno e le superiori nel seminario in via Felicita di Savoia a Torino; nel seminario maggiore arcidiocesano compie gli studi in preparazione al sacerdozio. Ottiene il baccellierato presso la Facoltà teologica dell'Italia settentrionale di Torino e il diploma in pastorale sanitaria presso l'istituto di teologia sanitaria "Camillianum" di Roma.
Il 7 giugno 1987 è ordinato presbitero, nella cattedrale di Torino, dal cardinale Anastasio Alberto Ballestrero.
Dal 1987 al 1992 è vicario parrocchiale nella parrocchia dei "Santi Pietro e Paolo apostoli" a Santena, poi, vicario parrocchiale nella parrocchia "Maria madre della Chiesa" a Settimo Torinese e, successivamente, vicario parrocchiale nella parrocchia "San Giuseppe artigiano" a Settimo Torinese. Dal 1997 al 2002 è parroco di "San Rocco" a Trofarello, diventando, dopo questo incarico, parroco di "Santa Maria" a Testona, frazione di Moncalieri, fino al 2005.
Dal 2005 al 2016 gli viene affidato l'incarico di direttore delle tre case del clero diocesano. Nel 2006 è nominato incaricato regionale della pastorale della salute. È stato poi nominato, nel 2010, canonico del Capitolo metropolitano del duomo di Torino. Al momento della nomina episcopale risulta essere membro del Consiglio presbiterale diocesano e regionale, delegato per i sacerdoti anziani, membro della Consulta nazionale della CEI per la pastorale della sanità, e membro della Fraternità sacerdotale "San Giuseppe Cafasso".

### Ministero episcopale
Il 21 gennaio 2016 papa Francesco lo nomina vescovo di Alba; succede a Giacomo Lanzetti, precedentemente dimessosi per motivi di salute. Il 14 marzo successivo riceve l'ordinazione episcopale, nella cattedrale di Alba, dall'arcivescovo Cesare Nosiglia, co-consacranti il cardinale Severino Poletto e il vescovo Giacomo Lanzetti. Durante la stessa celebrazione prende possesso della diocesi.
È delegato per la pastorale della salute e delegato per la tutela dei minori della Conferenza episcopale piemontese.

## Genealogia episcopale e successione apostolica
La genealogia episcopale è:
- Cardinale Scipione Rebiba
- Cardinale Giulio Antonio Santori
- Cardinale Girolamo Bernerio, O.P.
- Arcivescovo Galeazzo Sanvitale
- Cardinale Ludovico Ludovisi
- Cardinale Luigi Caetani
- Cardinale Ulderico Carpegna
- Cardinale Paluzzo Paluzzi Altieri degli Albertoni
- Papa Benedetto XIII
- Papa Benedetto XIV
- Papa Clemente XIII
- Cardinale Bernardino Giraud
- Cardinale Alessandro Mattei
- Cardinale Pietro Francesco Galleffi
- Cardinale Giacomo Filippo Fransoni
- Cardinale Carlo Sacconi
- Cardinale Edward Henry Howard
- Cardinale Mariano Rampolla del Tindaro
- Cardinale Gennaro Granito Pignatelli di Belmonte
- Cardinale Pietro Boetto, S.I.
- Cardinale Giuseppe Siri
- Cardinale Giacomo Lercaro
- Vescovo Gilberto Baroni
- Cardinale Camillo Ruini
- Arcivescovo Cesare Nosiglia
- Vescovo Marco Brunetti

La successione apostolica è:
- Arcivescovo Franco Moscone, C.R.S. (2019)

## Araldica
| Stemma | Blasonatura |
| ------ | --- |
|        | Inquartato di rosso e d'argento; nel primo al leone d'oro, alato e nimbato dello stesso, con la testa posta in maestà, accovacciato, tenente nelle zampe anteriori avanti al petto il libro scritto delle parole in lettere maiuscole romane di nero, PAX TIBI MARCE nella prima facciata, in quattro righe, ed EVANGELISTA MEUS nella seconda facciata, similmente in quattro righe. Nel secondo a due tralci di vite in doppia decusse, fogliati di verde e fruttati di sei pezzi al naturale. Nel terzo a due rami d'olivo in doppia decusse, fogliati e fruttati di verde. Nel quarto alla fede d'oro posta in banda. Sotto lo scudo, nella lista svolazzante d'oro, il motto in lettere maiuscole di nero: MISERICORDES SICUT PATER. |